# Tipula charybdis
Tipula charybdis är en tvåvingeart som beskrevs av Günther Theischinger 1979. Tipula charybdis ingår i släktet Tipula och familjen storharkrankar. Inga underarter finns listade i Catalogue of Life.